# Ansgar Knauff
Ansgar Knauff (Göttingen, Alemania, 10 de enero de 2002) es un futbolista alemán que juega de delantero en el Eintracht Fráncfort de la 1. Bundesliga de Alemania.

## Trayectoria

### Borussia Dortmund
Debutó el 8 de diciembre de 2020 en la victoria 2-1 frente al F. C. Zenit en Rusia, en la Liga de Campeones de la UEFA 2020-21.
En la Bundesliga debutó el 20 de marzo de 2021, en el empate a dos del Borussia Dortmund frente al F. C. Colonia. El 6 de abril de ese mismo año volvió a jugar con el Borussia Dortmund en la Liga de Campeones. Lo hizo en la ida de cuartos de final ante el Manchester City.
El 20 de enero de 2022 abandonó el equipo de manera temporal después de hacerse oficial su llegada al Eintracht Fráncfort como cedido hasta junio de 2023.

## Selección nacional
Knauff es internacional sub-19 con la selección de fútbol de Alemania.

## Estadísticas

### Clubes
Actualizado al último partido disputado el 7 de noviembre de 2024.
| Club                            | Div.          | Temporada     | Liga  | Liga  | Liga   | Copas nacionales | Copas nacionales | Copas nacionales | Copas internacionales | Copas internacionales | Copas internacionales | Total | Total | Total  | Media goleadora |
| Club                            | Div.          | Temporada     | Part. | Goles | Asist. | Part.            | Goles            | Asist.           | Part.                 | Goles                 | Asist.                | Part. | Goles | Asist. | Media goleadora |
| ------------------------------- | ------------- | ------------- | ----- | ----- | ------ | ---------------- | ---------------- | ---------------- | --------------------- | --------------------- | --------------------- | ----- | ----- | ------ | --------------- |
| Borussia Dortmund II · Alemania | 4.ª           | 2020-21       | 28    | 9     | 0      | ―                | ―                | ―                | ―                     | ―                     | ―                     | 28    | 9     | 0      | 0.32            |
| Borussia Dortmund II · Alemania | 3.ª           | 2021-22       | 8     | 1     | 0      | ―                | ―                | ―                | ―                     | ―                     | ―                     | 8     | 1     | 0      | 0.13            |
| Borussia Dortmund II · Alemania | Total club    | Total club    | 36    | 10    | 0      | 0                | 0                | 0                | 0                     | 0                     | 0                     | 36    | 10    | 0      | 0.28            |
| Borussia Dortmund · Alemania    | 1.ª           | 2020-21       | 4     | 1     | 1      | 0                | 0                | 0                | 3                     | 0                     | 0                     | 7     | 1     | 1      | 0.14            |
| Borussia Dortmund · Alemania    | 1.ª           | 2021-22       | 5     | 0     | 0      | 1                | 0                | 0                | 3                     | 0                     | 0                     | 9     | 0     | 0      | 0               |
| Borussia Dortmund · Alemania    | Total club    | Total club    | 9     | 1     | 1      | 1                | 0                | 0                | 6                     | 0                     | 0                     | 16    | 1     | 1      | 0.06            |
| Eintracht Fráncfort · Alemania  | 1.ª           | 2021-22       | 12    | 1     | 1      | ―                | ―                | ―                | 7                     | 2                     | 1                     | 19    | 3     | 2      | 0.16            |
| Eintracht Fráncfort · Alemania  | 1.ª           | 2022-23       | 23    | 1     | 1      | 2                | 0                | 0                | 7                     | 0                     | 0                     | 32    | 1     | 1      | 0.03            |
| Eintracht Fráncfort · Alemania  | 1.ª           | 2023-24       | 31    | 7     | 2      | 1                | 1                | 0                | 8                     | 0                     | 0                     | 40    | 8     | 2      | 0.2             |
| Eintracht Fráncfort · Alemania  | 1.ª           | 2024-25       | 8     | 1     | 2      | 2                | 0                | 0                | 4                     | 1                     | 0                     | 14    | 2     | 2      | 0.14            |
| Eintracht Fráncfort · Alemania  | Total club    | Total club    | 74    | 10    | 6      | 5                | 1                | 0                | 26                    | 3                     | 1                     | 105   | 14    | 7      | 0.13            |
| Total carrera                   | Total carrera | Total carrera | 115   | 19    | 7      | 5                | 0                | 0                | 31                    | 3                     | 1                     | 151   | 22    | 8      | 0.15            |
| 1. 2. 3.                        |               |               |       |       |        |                  |                  |                  |                       |                       |                       |       |       |        |                 |

## Palmarés

### Títulos nacionales
| Título            | Club                 | País     | Año  |
| ----------------- | -------------------- | -------- | ---- |
| Regionalliga West | Borussia Dortmund II | Alemania | 2021 |
| Copa de Alemania  | Borussia Dortmund    | Alemania | 2021 |

### Títulos internacionales
| Título                 | Club                | Sede    | Año  |
| ---------------------- | ------------------- | ------- | ---- |
| Liga Europa de la UEFA | Eintracht Fráncfort | Sevilla | 2022 |

### Distinciones individuales
| Distinción                                       | Año  |
| ------------------------------------------------ | ---- |
| Mejor jugador joven de la Liga Europa de la UEFA | 2022 |